# ミリオンフィーバー
『ミリオンフィーバー』 (MILLION FEVER) は1995年に稼働を開始したコナミのメダルゲームである。フィーバーシリーズ第1弾。

## 概要
筐体1台につき4人まで同時にプレー可能な、中型のマスプッシャーゲームである。1台ごとに4つのステーションがあり、1箇所ずつ投入口がある。基本的には2台の筐体が連結されて稼動しており、計8人同時プレーが可能になっている。販売も2台ごとに販売していた。
ボーナス時には、筐体中央のメダル皿が高速回転し、遠心力を用いてステーションにメダルが払い出される。この遠心力を用いたメダルの払い出しギミックは、これ以降のコナミの中型プッシャーにおいて多く見られた（『サイクロンフィーバー』、『トゥインクルドーム』など）。
発売から25年以上が経過し、プッシャーにおいて、多くのフィーチャーやジャックポットなどの大量払い出しが当たり前となった現在では、その存在が薄れているが、未だに稼動している店舗も見受けられる機種である。

## 遊び方
メダル落下口の中心部分にSTARTチェッカー（プレート）があり、この上をメダルが乗ると7セグメントディスプレイを用いたスロットが回転する。スロットは最大4回転まで保留可能。
スロットの数字が揃うと、筐体中央の皿にあるメダルがフィールドに払い出される。「7」の数字が揃うと2倍の払い出しとなる。
数種類の特殊なリーチが存在する。
メダルを投入せず、本機を揺するなどして不正にSTARTチェッカーにメダルが乗った場合はスロットは回転するものの「567」が表示される。

## フィーバーシリーズ
- サイクロンフィーバー - 第2弾。2000年稼動。フィーチャーや演出がパワーアップした。
- ライオンフィーバー - 第3弾。2002年稼動。子供向けのメダルゲーム（キッズメダル）。
- ファンタジックフィーバー - 第4弾。2003年稼働。※シリーズ作品として扱われない場合もある[1]
- スピンフィーバー - 第5弾。2007年稼動。
- マーブルフィーバー - 第6弾。2018年稼働。
- スマッシュスタジアム - 第7弾。2020年稼働。※作品名にフィーバーは含まれてないが、シリーズ作品として扱われる。「TEAM FORTUNE NEXT」作品